# Vega Squadron
Vega Squadron — российская мультигейминговая киберспортивная организация. Основана в 2012 году.

## История
В 2012 году была создана Vega Squadron как команда по Starcraft 2 бизнесменом Алексеем «Vega» Кондаковым. В 2014 году организация вошла в такие дисциплины как Dota2, Heroes of the Storm, Heathstone и World of Tanks, а в 2015 — Counter-Strike: Global Offensive и League of Legends. В 2018 году организация владеет составами по Dota 2, Counter-Strike: Global Offensive, League of Legends, PlayerUnknown’s Battlegrounds и FIFA 18.

## Подразделения

### League of Legends
Подразделение организации по League of Legends было сформировано на основе команды «Carpe Diem» 15 декабря 2015 года. Главным тренером состава был назначен Алексей «Sharkz» Таранда. Под его руководством «ве́га» заняла 3-е место в весеннем сплите LCL 2016. Незадолго до старта летнего сплита LCL команда усилилась бывшим игроком «Moscow Five», «Gambit Gaming» и «Team ROCCAT» Эдуардом «Edward» Абгаряном. «Vega Squadron» дошла до финала лиги, где проиграла «Albus Nox Luna» со счётом 2:3.
«Vega Squadron» получила СНГ-квоту на отборочный турнир к IEM Season 11 — Gyeonggi предназначающуюся сначала чемпиону региона. Это произошло потому, что «Albus Nox Luna» были приглашены в финальную часть одиннадцатого сезона IEM — World Championship. Несмотря на падение в нижнюю сетку после поражения вьетнамской команде «Saigon Jokers» со счётом 0:2, «вега» прошла на корейский этап IEM. На нём «Vega Squadron» заняла последнее место после поражения тайваньской команде «J Team» со счетом 0:2.
После перехода Sharkz’а на позицию ассистента тренера «G2 Esports», главным тренером «веги» стал Владимир «Kayos» Иванов, работавший до этого в тренерском штабе команды аналитиком. После весеннего сплита LCL 2017, по результатам которого Vega Squadron заняла 3-4 место, Kayos покинул коллектив из-за невозможности совмещения работы психолога и тренера.
Летом главным тренером команды вновь стал Sharkz. Vega Squadron впервые не вышла в плей-офф LCL, потерпев поражение в трёхстороннем тай-брейке за 4-е место против «Team Just Alpha» и «RoX» и заняла в итоге пятое место, что стало причиной роспуска подразделения в августе 2017 года и его перезагрузка к началу сезона 2018.
В конце декабря 2017 года главным тренером подразделения стал Дмитрий «Invi» Протасов, находившийся на позиции аналитика в тренерском штабе «веги» в первой половине сезона 2017. Из прежнего состава в команде остались Александр «NoNholy» Овчинников и Роландс «Optimas» Винцаловичус.

#### Текущий состав
|                 | Ник             | Полное имя         | Позиция         |
| Основной состав | Основной состав | Основной состав    | Основной состав |
| --------------- | --------------- | ------------------ | --------------- |
| Китай           | Sericu          | Юсюань Ся          | Верхняя линия   |
| Россия          | Rein            | Артём Зенян        | Лесник          |
| Украина         | PekiDo          | Евгений Москаленко | Средняя линия   |
| Латвия          | CyraXx          | Вадим Аверин       | Стрелок         |
| Россия          | Mercenary       | Али Мусаев         | Поддержка       |

Тренер: Кирилл «JamesPeke» Каташов

### Counter-Strike: Global Offensive
31 марта 2015 года Vega Squadron открывает подразделение по Counter Strike Global Offensive, подписав игроков команды Wrecking Gaming: Дмитрий «jR» Червак, Игорь «norison» Матев, Павел «hutji» Лашков, Сергей «Keshandr» Никишин и Николай «Mir» Битюков.
В декабре 2015 года весь состав переходит в организацию Arcade eSports.
В ноябре 2016 года, после СНГ-минора, Vega Squadron подписывают контракты с игроками команды All-In, четверо из которых ранее уже играли под знаменами организации: Дмитрий «jR» Червак, Павел «hutji» Лашков, Сергей «Keshandr» Никишин, Николай «Mir» Битюков и Леонид «chopper» Вишняков.
17 сентября 2017 года к команде присоединяется Артем «Fierce» Иванов в качестве тренера.
В апреле 2018 года в составе Vega происходят изменения. Сначала на скамейку запасных уходят Сергей «Keshandr» Никишин и Николай «Mir» Битюков. Позже организация выкупает контракт Игоря «Crush» Шевченко у команды pro100, место же пятого игрока занимает тренер Артем «Fierce» Иванов.
10 мая 2018 года Vega Squadron анонсируют в качестве пятого игрока бывшего игрока NAVI, Team Spirit и forZe Антона «kibaken» Колесникова, Артем «Fierce» Иванов возвращается на позицию тренера.
24 февраля 2019 года Леонид «chopper» Вишняков покидает команду.
1 апреля 2019 года организация объявила в своих социальных сетях, что к ним присоединяются Денис «seized» Костин и Александр «scoobyxie» Маринич. 8 апреля состав укомплектовывается с присоединением Дмитрия «Dima» Бандурки. 9 апреля организацию покидает Антон «tonyblack» Колесников (в прошлом «kibaken»).
13 августа 2019 года Vega Squadron распустили состав, все игроки были выставлены на трансфер.

### Dota 2
5 октября 2014 года Vega Squadron открывает состав по Dota 2, подписывая следующих игроков: Андрей «The_apathy» Алешков (керри), Артём «Sharfik» Марзавин (мид), Владислав «Unstopp» Костюк (оффлейн), Дмитрий «ShkeepeR» Беляков (саппорт) и Андрей «CaptainLove» Рябчиков (саппорт).
20 ноября того же года организация прощается со старым составом и подписывает команду BUHLO-UroPb: Владимир «Noone» Миненко (керри), Илья «Stalianer» Другов (мид), Павел «9pasha» Хвастунов (оффлейн), Семён «CemaTheSlayer» Кривуля (саппорт), Арсений «ArsZeeqq» Усов (саппорт).
25 апреля 2015 года Vega Squadron подписывает Андрея «Mag~» Чипенко и Алексея «Solo» Березина, после чего начинается эра «золотого состава» организации.
В августе 2016 года костяк Vega Squadron, состоящий из Владимира «Noone» Миненко, Павла «9pasha» Хвастунова и Алексея «Solo» Березина, воссоединяется в составе российской организации Virtus.pro.
После частых замен в коллективе организация приходит к стабильному составу только в апреле 2017 года. В команду вошли Илья «ALOHADANCE» Коробкин (керри), Сергей «G» Брагин (мид), Василий «AfterLife» Шишкин (оффлейн), Айрат «Silent» Газиев (саппорт) и Семён «CemaTheSlayer» Кривуля (саппорт).
8 сентября 2017 года к команде присоединяется первый зарубежный тренер в истории соревновательной Dota 2 в СНГ — Мюриэль «Kipspul» Хёйсман.
31 декабря 2017 года у Сергея «G» Брагина истекает контракт и по обоюдному согласию сторон его не продлевают. Директор организации Алексей Кондаков делает ставку на поиск и выращивание молодых талантов в 2018 году.
31 января 2018 года команда представила новых игроков: Евгения «Blizzy» Ри и Дмитрия «UnderShock» Большакова.
28 октября 2018 года организация объявляет о заключении контрактов с командой Lithium. Таким образом, коллектив будут представлять 5 игроков из Европы.
21 января 2019 года Анас «MagE-» Хирзаллах покидает команду. На его место 30 января приходит Дмитрий «DM» Дорохин.
20 февраля 2019 года состав покидает Веррос «Maybe Next Time» Апостолос.
27 февраля 2019 года Vega Squadron распустили состав, все игроки стали свободными агентами.

### Playerunknown’s Battlegrounds
4 декабря 2017 года организация объявила об открытии подразделения по стремительно развивающейся дисциплине PlayerUnknown’s Battlegrounds.
12 января 2019 года Vega объявила, что истек срок контрактов игроков и организация временно закрыла подразделение по данной дисциплине.

### FIFA
12 января 2018 года Vega Squadron открывает подразделение в дисциплине FIFA и подписывает перспективного российского игрока в FIFA 18 — Михаила «Torres» Запорожца.
Текущий состав
| Никнейм | Имя              |
| ------- | ---------------- |
| Torres  | Михаил Запорожец |